# 南部山健康運動公園
南部山健康運動公園（なんぶやまけんこううんどうこうえん）は、青森県八戸市にある都市公園（総合公園）である。

## 概要
南部山健康運動公園は通称南部山公園と呼ばれている、八戸市河原木の八戸北バイパス沿いに位置する。23haの公園敷地内には、体育館、温水プール、トレーニングジム、テニスコート、多目的広場などが整備されている。

## アクセス
- 八戸自動車道：八戸インターから車で約20分
- 八戸自動車道/百石道路：八戸北インターから車で約5分
- 八戸市中心市街地から車で約20分
- 東日本旅客鉄道（JR東日本）・青い森鉄道：八戸駅から車で約20分

## 周辺
- 八食センター（車で10分程度）
- 八戸北インター工業団地
- ハイテクパーク